# Tenjolaya (Cicurug)
Tenjolaya is een bestuurslaag in het regentschap Sukabumi van de provincie West-Java, Indonesië. Tenjolaya telt 6049 inwoners (volkstelling 2010).